# Kalapuro
Le ruisseau poissonneux (finnois : Kalapuro) est un musée situé dans le quartier Maaninka de Kuopio en Finlande.

## Présentation
Kalapuro est une ferme du XIXe siècle située dans le village de Tuovilanlahti à Maaninka.
Les bâtiments ont été rénovés dans le respect de leur style d'origine.
Les parties les plus anciennes du bâtiment principal de Kalapuro sont un salon et une chambre, datant de la fin des années 1880.
La chambre  servait à l'origine de fumoir.
L'autre extrémité de la maison, le salon et l'entrée ont été construites en 1914.
Le bâtiment principal a été en grande partie restauré.
Dans la cour se trouvent des dépendances datant du XIXe siècle.
Une nouvelle grange a été construite en 1934 et un sauna dans les années 1950.